# Odontestra conformis
Odontestra conformis là một loài bướm đêm trong họ Noctuidae.